# Francisco Espoz y Mina

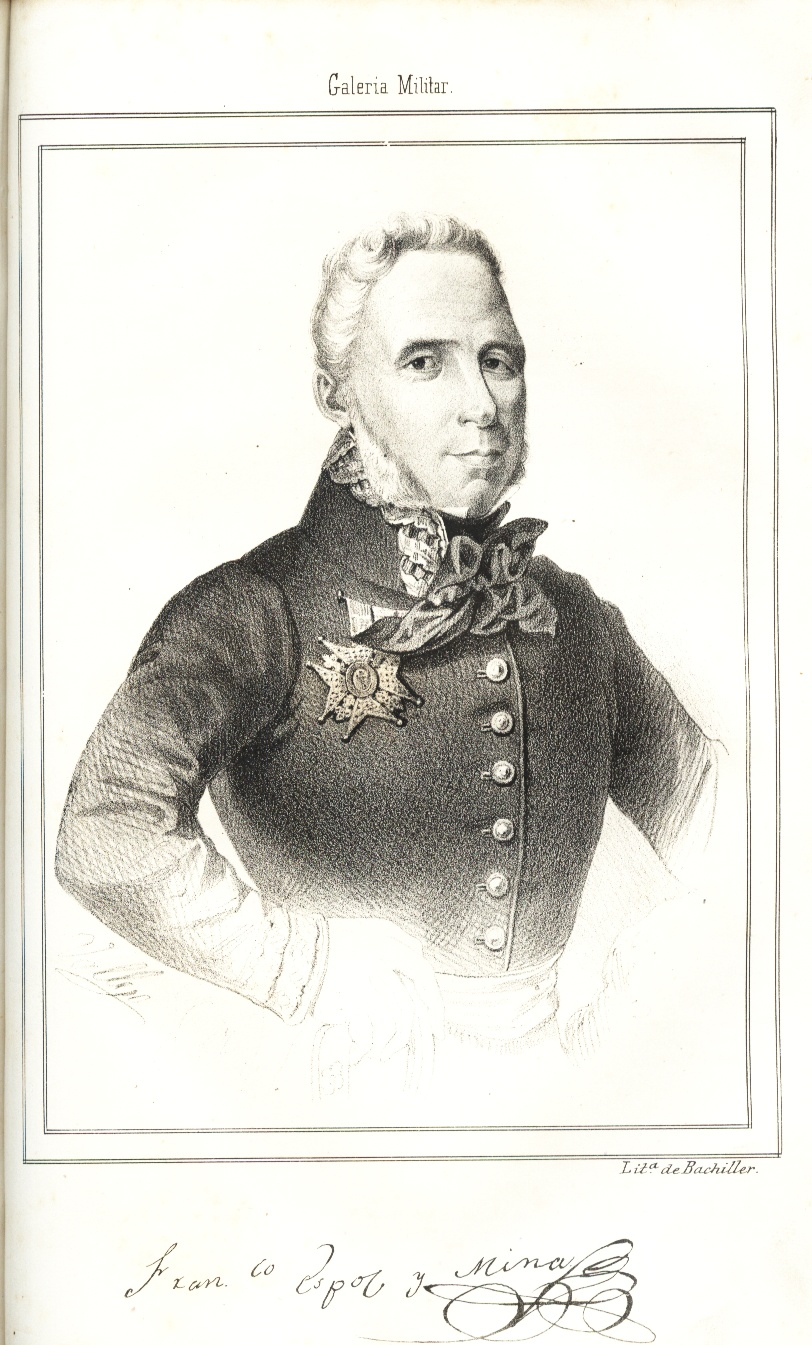
Retrato do general Francisco Espoz y Mina.

Francisco Espoz y Mina (1781–1836), nascido Francisco Espoz e Ylundain, foi um guerrilheiro e militar espanhol, que se distinguiu na luta contra os franceses durante a Guerra da Independência Espanhola e como um tenaz defensor da implantação do liberalismo em Espanha. Foi Vice-rei de Navarra. Exerceu o vice-reinado de Navarra apenas em 1834 até 1835. Antes dele o cargo foi exercido por Jerónimo Valdés y Sierra. Seguiu-se-lhe José Ramón Rodil y Campillo.